# Chanceaux-près-Loches

Chanceaux-près-Loches este o comună în departamentul Indre-et-Loire, Franța. În 1 ianuarie 2022 avea o populație de 113 de locuitori.